# 바늘귀

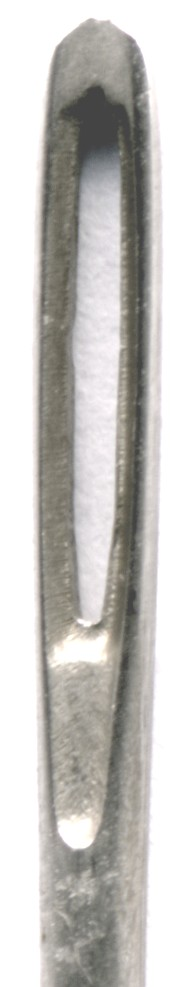

바늘귀라는 용어는 매우 좁은 구멍을 비유적으로 사용한다. 영어로는 귀 대신 눈(eye)이라는 표현(eye of a needle)을 사용한다. 탈무드 전체에 걸쳐 여러 번 등장한다. 신약성경은 누가복음 18장 25절에서 “약대가 바늘귀로 들어가는 것이 부자가 하나님의 나라에 들어가는 것보다 쉬우니라”(예수님과 부자청년)라고 말씀하신 것을 인용한다. 쿠란 7장 40절에도 “진실로 우리의 구절을 부인하고 그것에 대해 거만한 자들에게는 천국의 문이 그들에게 열리지 않을 것이며 낙타가 바늘귀에 들어갈 때까지 그들은 낙원에 들어가지 못할 것이다. 그리하여 우리는 범죄자들에게 보상한다."라고 이야기되어 있다.

## 같이 보기
- 야고보의 편지
- 단순한 삶